# Pietraporzio
Pietraporzio är en ort och kommun i provinsen Cuneo i regionen Piemonte i Italien. Kommunen hade 73 invånare (2018).